# 359 aC
El 359 aC va ser un any del calendari romà prejulià. En aquell temps, era conegut com a any del consolat de Lenat i Capitolí Imperiós (o, més rarament, any 395 ab urbe condita o de la fundació de la ciutat). L'ús del nom «359 aC» per referir-se a aquest any es remunta a l'alta edat mitjana, quan el sistema Anno Domini va ser el mètode de numeració dels anys més comú a Europa.

## Esdeveniments

### Antiga Grècia
- Filip II de Macedònia, a la mort del rei Perdicas III, veient que l'hereu de Perdicas, Amintes IV, era només un nen, i les tribus circumdants pensaven aprofitar la debilitat del tron de Macedònia per atacar, assumeix el títol de regent. Compra la retirada dels peonis i fa la pau amb Cotis rei dels odrisis de Tràcia, aliat del pretendent Pausànies. Els atenencs donen suport a Argeu II, que havia estat rei temps abans. Després es retira d'Amfípolis, a la que declara independent. Derrota Argeu i ofereix renovar l'aliança amb Atenes, proposta que és acceptada.[2]
- Cefisòdot, orador i general atenès, va ser enviat amb un esquadró a l'Hel·lespont on els atenencs esperaven que l'aventurer d'Eubea, Caridem, virtual regent del Quersonès Traci, acompliria la seva promesa de sotmetre Tràcia a Atenes. Però Caridem va dirigir les seves armes contra el seu amic Cefisòdot, que estava assetjant Alopeconnès, una ciutat del sud-est del Quersonès on s'havien refugiat un grup de pirates. Amb forces molt igualades els dos homes van acordar una treva i encara que la ciutat d'Alopeconnès va ser entregada a Atenes, les condicions eren tan desavantatjoses que Cefisòdot va ser destituït, i portat a judici. Es va escapar a la sentència de mort per només tres vots i va haver de pagar una multa de cinc talents.[3][4]

### Antiga Roma
- Aquest any són elegits cònsols Marc Popil·li Lenat i Gneu Manli Capitolí Imperiós.[5]
- Popil·li Lenat, suposadament va aturar uns disturbis civils amb la seva eloqüència, però Titus Livi parla d'un sobtat atac durant la nit, feta pels tiburtins. La ciutat estava atemorida, però a la matinada, tan aviat com els romans van organitzar un cos suficient, els enemics van ser rebutjats.[6]
- Capitolí Imperiós va organitzar un atac contra Tibur.[7]

### Xina
- Reformes polítiques de Shang Yang, un important estadista de l'Estat de Qin durant període dels Regnes Combatents de la Història de la Xina. Les reformes segueixen la seva filosofia legalista com es registra en El Llibre del Senyor Shang[8]